# 533년
533년은 율리우스력의 토요일로 시작하는 평년이다.

## 연호
- 남량(南梁) 중대통(中大通) 5년
- 북위(北魏) 영희(永熙) 2년

## 기년
- 남량(南梁) 무제(武帝) 32년
- 북위(北魏) 효무제(孝武帝) 2년
- 신라(新羅) 법흥왕(法興王) 20년
- 고구려(高句麗) 안원왕(安原王) 3년
- 백제(百濟) 성왕(聖王) 11년

## 사건

### 장소별

#### 동로마 제국
- 봄 – 반달 전쟁: 트리폴리타니아와 사르데냐에서 반-반달 반란이 일어나 반달 왕국의 국왕인 겔리메르가 반달 함대의 대부분을 (함선 120척과 병사 5000명) 급파한다. 키레나이카의 동로마군이 렙티스 마그나와 트리폴리를 점령하다.
- 3월 25일 – 편지에서 유스티니아누스 1세가 로마의 주교를 "모든 주교들을 이끄는 진실되고 효과적인 이단들의 계도자."라고 선포하다.
- 여름 – 유스티니아누스 1세가 콘스탄티노플에서 전쟁 평의회를 주최하다. 황제의 조언가들은 북아프리카에 원정군을 파견하는 것을 보급 문제와 (반달 영토 안으로 1000마일 이상) 국고의 고갈 등을 이유로 반대하다. 유스티니아누스는 벨리사리우스를 동로마군의 총사령관으로 임명한다.
- 7월 21일 – 20,000명의 해병들이 운용하는 수송선 500척과 92척의 호위함으로 이루어진 벨리사리우스의 동로마 제국 원정함대가 콘스탄티노플에서 출정하다. 이 함대는 그리스와 시칠리아를 경유해 아프리카의 반달족을 공격하는 것이 최종 목표다. 함대에는 10,000명의 보병 (절반은 동로마인 절반은 외국인), 5000명의 기병이 (3000명의 동로마 기병과 1000명의 동맹국 기병 그리고 1500명의 벨리사리우스 고유의 기병) 탑승하고 있었다. 기함에서 벨리사리우스는 그의 부관인 프로코피우스와 그의 아내인 안토니나와 함께 지냈다.
- 9월 – 벨리사리우스가 시칠리아에 도착하다. 벨리사리우스는 오스트로고스의 여왕에세 허락을 받아 그곳을 원정함대의 중간 기지로 이용한다. 오스트로고스가 원정함대의 보급을 도와 원정함대는 모든 준비를 끝마쳤다.
- 9월 9일 – 동로마군이 카푸트 바다에 (현대의 튀니지) 상륙하다. 벨리사리우스는 140마일 떨어진 카르타고를 향해 북쪽으로 진군했다. 해안가를 따라 함대와 함께 진군하는 동로마군의 뒤로 겔리메르의 군대가 가깝게 추격했다. 진군로에 있는 반달의 도시들은 전투 없이 항복한다.
- 9월 13일 – 애드 데키멈 전투: 갤리머의 군대가 동로마군을 기습하려 시도하지만 협동의 부족과 벨리사리우스의 높은 경계심으로 인해 격퇴당하고 반달군은 사막으로 흩어지다. 벨리사리우스는 수도에 입성하고 병사들에게 주민들을 노예를 끌고가거나 살해하는 것 등의 행위를 금한다. 함대는 튀니지만에 정박한다.
- 12월 15일 – 트리카마룸 전투: 겔리머가 불라 레기아 (누미디아) 지역에서 50,000명의 군세를 일으키고 카르타고로 진격하다. 벨리사리우스는 보병들을 기다리지 않고 병력수가 거의 10대 1로 차이나지만 5000명의 기병을 이끌고 전투에 돌입한다. 이는 겔리머를 혼란스럽게 했으며 혼란의 와중 벨리사리우스가 빠르게 진격해 반달군의 지휘부를 친다. 반달군의 지휘관은 사망하고 겔리머는 튀니지의 산맥 안으로 피신한다.
- December 16 – 2천여권의 법률서적을 50권으로 요약한 로마법 대전의 학설휘찬인 판데크텐이 완성되다.

### 주제별

#### 종교
- 1월 2일 – 교황 요한 2세가 로마의 56번째 교황이 되다. 요한 2세는 교황이 되어 존호를 새로 만든 최초의 교황이다 (본명인 메르쿠리우스가 페이건 신앙을 기원으로 둔 이름이라).